# 蓬托-孔博
蓬托-孔博（法語：Pontault-Combault，法語發音：[pɔ̃to kɔ̃bo] ⓘ），法国中北部城市，法兰西岛大区塞纳-马恩省的一个市镇，隶属于托尔西区，其市镇面积为13.64平方公里，2022年1月1日时人口数量为38,941人，是该省人口第四多的市镇，在法国城市中排名第201位。
蓬托-孔博位于塞纳-马恩省西部，与马恩河谷省接壤，是一个区域性的中心城市和交通枢纽，通过法兰西岛大区快铁E线连接巴黎市区。

## 地名来源
“Pontault”一名最初于1079年以“Pontelz”的形式被记载，该名称出自拉丁语“ponticellu”，意为“小桥”；“Combault”一名则出自高卢语单词“cumba”，意为“下切状的河谷”，可能与当地的地形有关。

## 历史

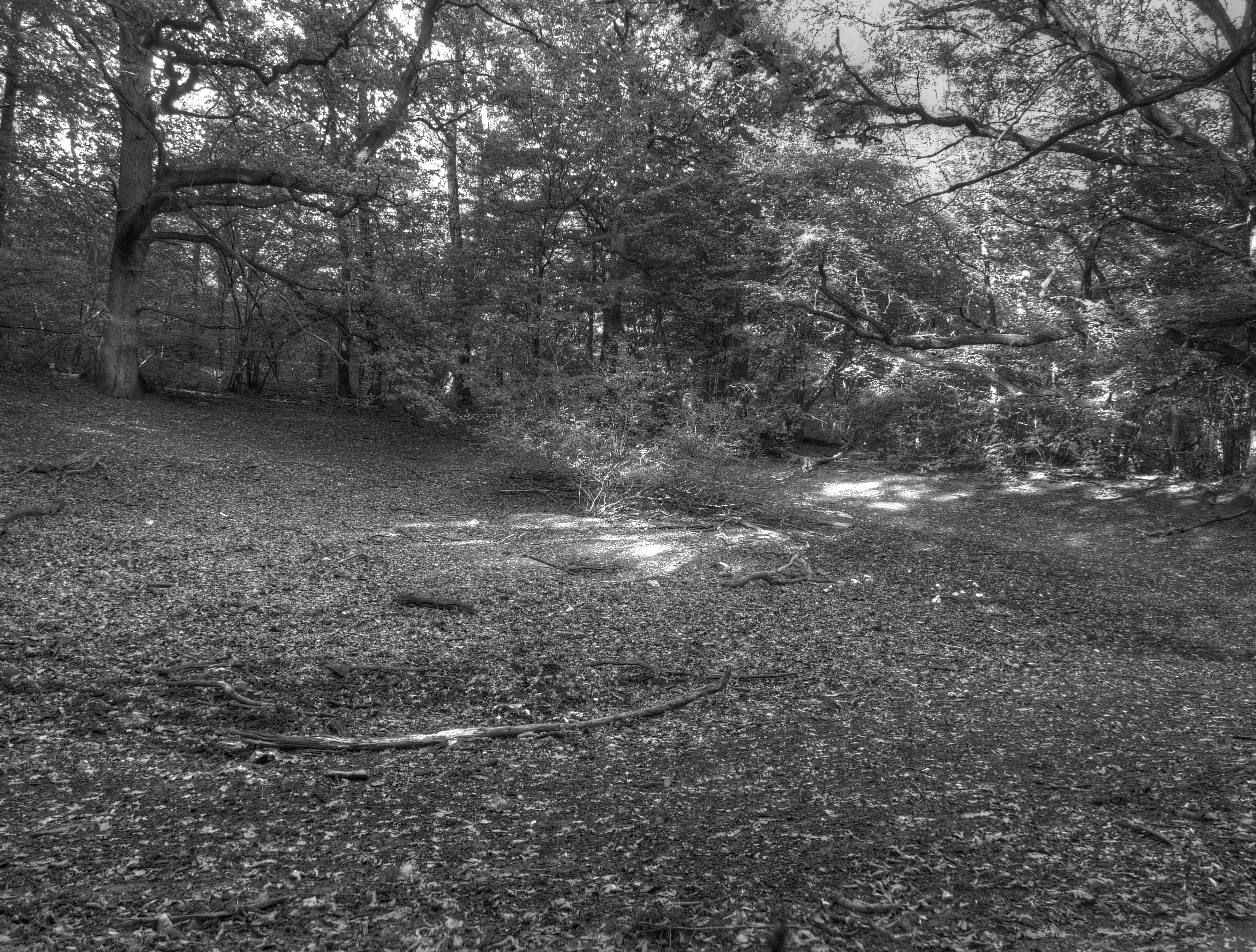
蓬托-孔博的一处林地

蓬托-孔博成立于1839年，由蓬托（Pontault）与孔博（Combault）两个市镇合并而成，其中蓬托为政府驻地。
蓬托和孔博历史上均长期为普通农业村落，中世纪时为法兰西王国的直属领地，12世纪时成为三个堂区：蓬托、孔博和贝尔谢尔（Berchères）。法国大革命后，这三个堂区组合成为塞纳-马恩省的两个独立市镇：蓬托和贝尔谢尔（Pontault et Berchères）和孔博。1813年，法国军事家弗朗索瓦·约瑟夫·勒菲弗担任孔博市长，直至其于1820年逝世。19世纪末，随着铁路的建成，蓬托-孔博市镇北侧的火车站附近形成居民区。二战后，随着巴黎的城市扩张以及快速路网和法兰西岛大区快铁E线的规划建设，蓬托-孔博人口数量快速增加，当地兴建了多处居民区，并出现了大型商业中心。

## 地理

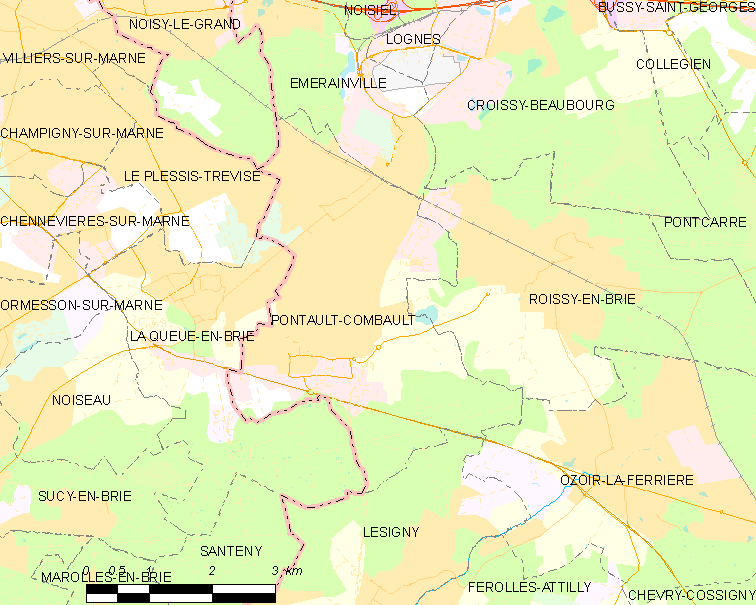
蓬托-孔博市镇范围地图

蓬托-孔博位于法国中北部，法兰西岛大区中东部和塞纳-马恩省西部，距离省会默伦大约31公里。与蓬托-孔博接壤的市镇包括：埃姆兰维尔、莱西尼、奥祖瓦尔-拉费里耶尔、布里地区鲁瓦西、大努瓦西、勒普莱西特雷维斯、布里地区拉克。

### 地形
蓬托-孔博位于巴黎盆地腹地，境内以平原为主，市镇中心地势较为平坦，北侧略有起伏，全境海拔在87到113米之间。

### 水文
蓬托-孔博位于塞纳河流域范围内，莫尔布拉河自东向西流经境内南部。

### 植被
蓬托-孔博属于温带阔叶混交林区，镇中心的市府公园（Parc de la Mairie）是当地主要的城市绿地，林地则广泛分布于市镇范围北部和西北地区。
在鲜花城市的评比中，蓬托-孔博被评为2星级鲜花城市。

### 气候
蓬托-孔博在柯本气候分类法中属于温带海洋性气候。
距离蓬托-孔博最近的气象站位于圣莫代福塞境内，以下为该气象站的数据（其中日照数据取自巴黎蒙苏里公园）：
| 圣莫代福塞1981年－2019年 | 圣莫代福塞1981年－2019年 | 圣莫代福塞1981年－2019年 | 圣莫代福塞1981年－2019年 | 圣莫代福塞1981年－2019年 | 圣莫代福塞1981年－2019年 | 圣莫代福塞1981年－2019年 | 圣莫代福塞1981年－2019年 | 圣莫代福塞1981年－2019年 | 圣莫代福塞1981年－2019年 | 圣莫代福塞1981年－2019年 | 圣莫代福塞1981年－2019年 | 圣莫代福塞1981年－2019年 | 圣莫代福塞1981年－2019年 |
| 月份                     | 1月                      | 2月                      | 3月                      | 4月                      | 5月                      | 6月                      | 7月                      | 8月                      | 9月                      | 10月                     | 11月                     | 12月                     | 全年                     |
| ------------------------ | ------------------------ | ------------------------ | ------------------------ | ------------------------ | ------------------------ | ------------------------ | ------------------------ | ------------------------ | ------------------------ | ------------------------ | ------------------------ | ------------------------ | ------------------------ |
| 历史最高温 °C（°F）      | 16.9 (62.4)              | 21.7 (71.1)              | 26.2 (79.2)              | 31.3 (88.3)              | 34.5 (94.1)              | 38.2 (100.8)             | 40.7 (105.3)             | 42.2 (108.0)             | 35.8 (96.4)              | 30 (86)                  | 21.9 (71.4)              | 18 (64)                  | 42.2 (108.0)             |
| 平均高温 °C（°F）        | 7.4 (45.3)               | 8.9 (48.0)               | 13.1 (55.6)              | 16.8 (62.2)              | 20.7 (69.3)              | 23.8 (74.8)              | 26.5 (79.7)              | 26.3 (79.3)              | 22.3 (72.1)              | 17.1 (62.8)              | 11.2 (52.2)              | 7.6 (45.7)               | 16.8 (62.2)              |
| 日均气温 °C（°F）        | 4.7 (40.5)               | 5.5 (41.9)               | 8.8 (47.8)               | 11.6 (52.9)              | 15.4 (59.7)              | 18.5 (65.3)              | 20.8 (69.4)              | 20.5 (68.9)              | 17.1 (62.8)              | 12.9 (55.2)              | 8.1 (46.6)               | 5.2 (41.4)               | 12.4 (54.3)              |
| 平均低温 °C（°F）        | 2.1 (35.8)               | 2.1 (35.8)               | 4.5 (40.1)               | 6.4 (43.5)               | 10.1 (50.2)              | 13.1 (55.6)              | 15.1 (59.2)              | 14.8 (58.6)              | 11.8 (53.2)              | 8.8 (47.8)               | 5 (41)                   | 2.7 (36.9)               | 8 (46)                   |
| 历史最低温 °C（°F）      | −17 (1)                  | −15.4 (4.3)              | −11 (12)                 | −3.6 (25.5)              | −1.4 (29.5)              | 2.1 (35.8)               | 5.6 (42.1)               | 5.3 (41.5)               | 0.6 (33.1)               | −4.8 (23.4)              | −15 (5)                  | −25.6 (−14.1)            | −25.6 (−14.1)            |
| 平均降水量 mm（）        | 52.2 (2.06)              | 43.2 (1.70)              | 46.6 (1.83)              | 49.6 (1.95)              | 60.8 (2.39)              | 53.3 (2.10)              | 61 (2.4)                 | 52.7 (2.07)              | 50.1 (1.97)              | 60.7 (2.39)              | 52.7 (2.07)              | 60.3 (2.37)              | 643.2 (25.32)            |
| 月均日照時數             | 62.5                     | 79.2                     | 128.9                    | 166                      | 193.8                    | 202.1                    | 212.2                    | 212.1                    | 167.9                    | 117.8                    | 67.7                     | 51.4                     | 1,661.6                  |
| 来源：infoclimat.fr      |                          |                          |                          |                          |                          |                          |                          |                          |                          |                          |                          |                          |                          |

## 行政区划
蓬托-孔博的市镇编号为77373，邮政编号为77340。
在行政管理方面，蓬托-孔博隶属于法国法兰西岛大区塞纳-马恩省托尔西区；在地方选举方面，蓬托-孔博是蓬托-孔博县的中央投票站所在地，其市镇范围全境被划入塞纳-马恩省第九选区；在社会管理方面，蓬托-孔博是巴黎-马恩拉瓦莱城市圈公共社区的组成部分。
法国国家统计与经济研究所（简称）在进行数据统计时，将蓬托-孔博划入大巴黎都会区以及巴黎城市核心区，并将包括蓬托-孔博在内的1,794个市镇设为巴黎城市区。自2020年起，巴黎城市区被包含1,929个市镇的巴黎城市辐射区代替。此外，还将蓬托-孔博市镇分为了11个“块区”（IRIS），以便于统计人口分布情况。

## 交通

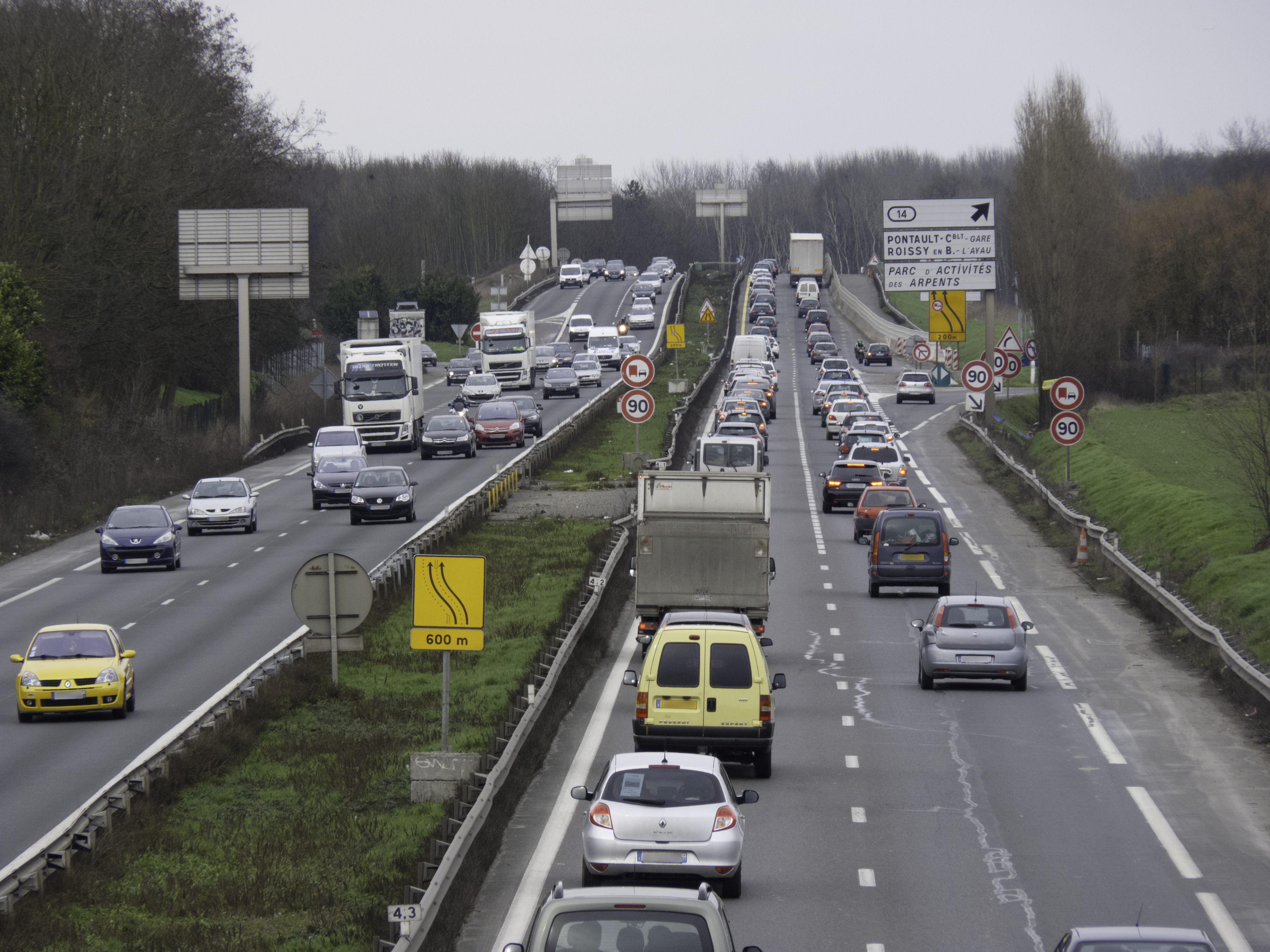
国道N104线蓬托-孔博段

### 公路
法国国道N4线和N104线在蓬托-孔博市镇范围东南部交汇，另有多条塞纳-马恩省省道经过蓬托-孔博境内。
| N104 | 6 |

| N104 | 18 |

| 默伦 | 32 |

| 孔布城 | 21 |

| 克雷泰伊 | 15 |

| 圣乔治新城 | 16 |

| 托尔西 | 10 |

| 马恩河畔尚皮尼 | 9 |

2018年，82.9%的蓬托-孔博家庭拥有至少一辆私人汽车。2019年，蓬托-孔博境内共发生各类交通事故26起，造成29人受伤。

### 对外交通
距离蓬托-孔博最近的长途客运巴士车站、长途铁路车站和民用航空站分别为巴黎贝尔西汽车站、巴黎贝尔西-勃艮第-奥弗涅地区站和巴黎-奥利机场，距离蓬托-孔博市中心的公路里程分别约23公里、23公里和27公里。

### 城市公共交通
蓬托-孔博是法兰西岛公共交通网的组成部分，途径此地的巴黎－米卢斯铁路被复线电气化改造，并开行法兰西岛大区快铁E线，另有11条普通公交线路和1条夜间巴士经过蓬托-孔博市镇范围内。
| 途经蓬托-孔博境内的主要公共交通线路 |                        | |
| 类型                                | 运营商                 | 线路 |
| 快铁                                |                        | ：奥斯曼圣拉扎尔站 ↔ 马真塔站 ↔ 罗萨·帕克斯站 ↔ 努瓦西勒塞克站 ↔ 丰特奈谷站 ↔ 马恩河畔维利耶-勒普莱西特雷维斯站 ↔ 埃姆兰维尔-蓬托-孔博站 ↔ 图尔南站 |
| 公共汽车                            | RATP                   | 209：快铁马恩河畔维利耶-勒普莱西特雷维斯站 ↔ 勒普莱西特雷维斯市政府 ↔ 凡尔登广场 ↔ 吕西安·莫拉纳球场 ↔ 市政厅/千禧商业中心 ↔ 雅克·布雷尔文化中心 ↔ 孔多塞初级中学 ↔ 快铁埃姆兰维尔-蓬托-孔博站 212：快铁努瓦西-尚站 ↔ CROUS ↔ 双湖 ↔ 马尔努-旧修道院 ↔ 埃姆兰维尔市政府 ↔ 快铁埃姆兰维尔-蓬托-孔博站 421：韦尔-托尔西火车站 ↔ 托尔西市政府 ↔ 贾克·普维 ↔ 快铁托尔西站 ↔ 克鲁瓦西湖 ↔ 博堡 ↔ 埃姆兰维尔市政府 ↔ 快铁埃姆兰维尔-蓬托-孔博站 |
| 公共汽车                            | Seine-et-Marne EXPRESS | 18：莫城火车站 ↔ 快铁托尔西站 ↔ 洛涅飞行场 ↔ 快铁埃姆兰维尔-蓬托-孔博站 ↔ 略桑-穆瓦西 ↔ 默伦火车站 |
| 公共汽车                            | Situs                  | 2：快铁叙西-博讷伊站 ↔ 叙西公园-公园初级中学 ↔ 努瓦索市政府 ↔ 布里地区拉克市政厅 ↔ 市政厅 / 弗朗索瓦·密特朗多媒体中心 ↔ 快铁埃姆兰维尔-蓬托-孔博站 7：快铁尚皮尼站 ↔ 马恩河畔尚皮尼市政厅 ↔ 尚皮尼城塞 ↔ 沙托布里扬枪击案遇难者街 ↔ 商业中心 ↔ 布里地区拉克市政厅 ↔ 小卡波拉勒 ↔ 欧乌鸫 ↔ 自由 ↔ 商业中心 |
| 公共汽车                            | Sit'bus                | A：蓬托-孔博商业中心 ↔ 教堂/炉灶街 ↔ 卡米耶·克罗黛尔高级中学 ↔ 雅克·布雷尔文化中心 ↔ 孔多塞初级中学 ↔ 快铁埃姆兰维尔-蓬托-孔博站 ↔ 秃头查理高级中学 ↔ 快铁布里地区鲁瓦西站 ↔ 勒纳尔迪耶尔德拉克鲁瓦 ↔ 市政府 ↔ 圣特雷斯园区 ↔ 快铁奥祖瓦尔拉费里耶尔站 B：快铁埃姆兰维尔-蓬托-孔博站 ↔ 花坛 ↔ 星辰 ↔ 陵园 ↔ 教堂/炉灶街 ↔ 欧乌鸫 ↔ 四橡树 C：快铁努瓦谢勒站 ↔ 洛涅村 ↔ 玛德莱娜 ↔ 工商会 ↔ 飞行场 ↔ UTEC ↔ 快铁埃姆兰维尔-蓬托-孔博站 ↔ 市政厅/千禧商业中心 ↔ 卡米耶·克罗黛尔高级中学 ↔ 教堂/炉灶街 ↔ 蓬托-孔博商业中心 D：快铁埃姆兰维尔-蓬托-孔博站 ↔ 圣马丁树林/铃兰广场 ↔ 吕西安·莫拉纳球场 ↔ 卡米耶·克罗黛尔高级中学 ↔ 让·穆兰初级中学 ↔ 教堂/炉灶街 ↔ 蓬托-孔博商业中心 ↔ 自由 ↔ 加尔朗德初级中学 ↔ 快铁布里地区鲁瓦西站 |
| 公共汽车                            | Marne la Vallée        | 21：快铁埃姆兰维尔-蓬托-孔博站 ↔ 快铁托尔西站 ↔ 比西圣马丁市政府 ↔ 黑头 ↔ 拉尼-托里尼火车站 |
| 公共汽车                            | (N)                    | N142：巴黎-火车东站 ↔ 罗尼苏布瓦 ↔ 马恩河畔维利耶-勒普莱西-特雷维斯站 ↔ 快铁埃姆兰维尔-蓬托-孔博站 ↔ 奥祖瓦拉费里耶尔 ↔ 图尔南站 |
| 1. 2.                               |                        | |

## 政治

### 市政内阁

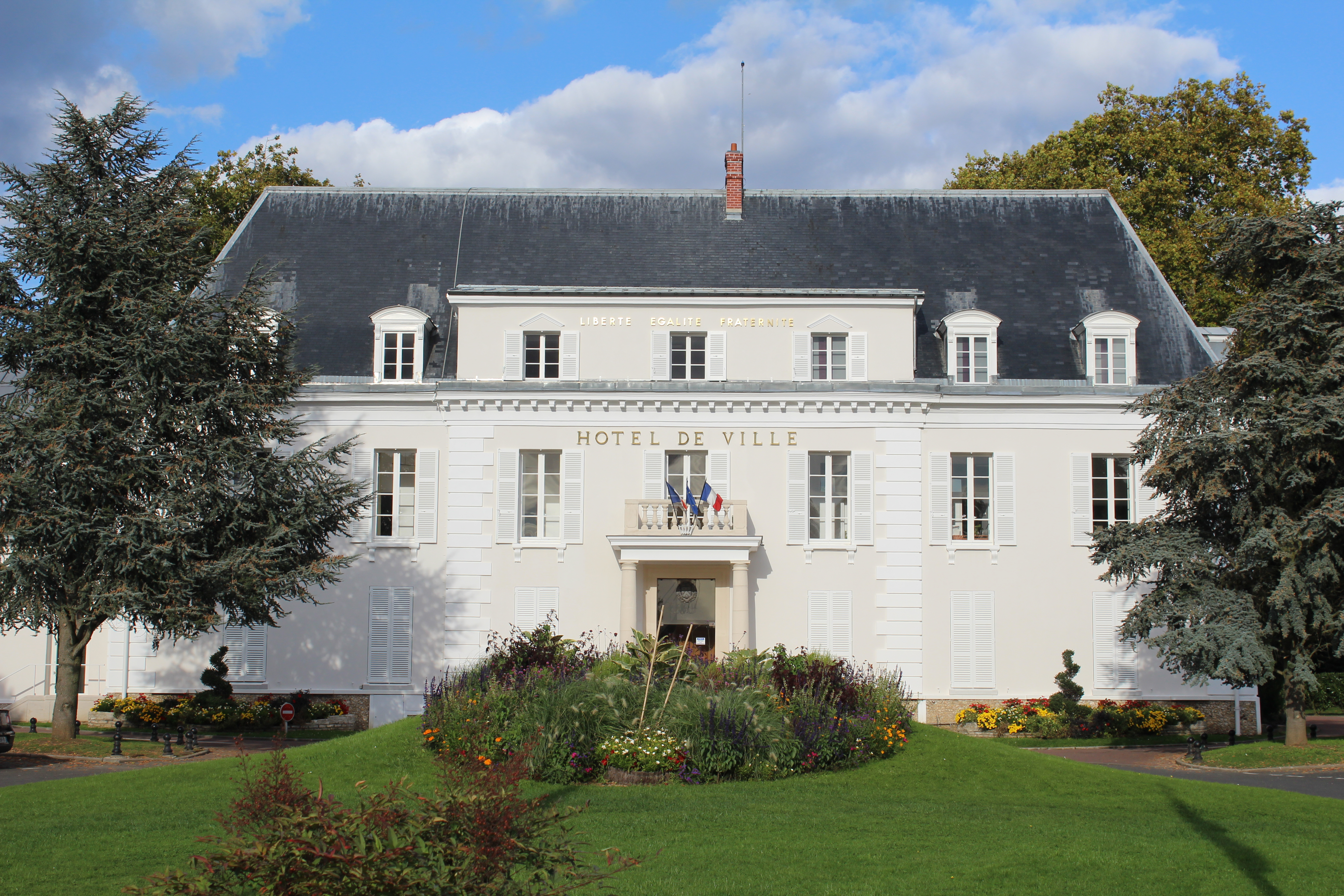
蓬托-孔博市政厅

蓬托-孔博的现任市长为吉勒·博尔先生（Gilles BORD），他是左翼无党派人士，在2020年的市政选举中获得了60.43%的支持率。
| 蓬托-孔博历届市长 | 蓬托-孔博历届市长                        | 蓬托-孔博历届市长           |
| 任期              | 市长                                     | 党派                        |
| ----------------- | ---------------------------------------- | --------------------------- |
| 1945年－1947年    | Joseph Vital LACAZE 约瑟夫·维塔尔·拉卡兹 | 不详                        |
| 1945年－1947年    | Alphonse Henri MOREAU 阿尔方斯·亨利·莫罗 | 不详                        |
| 1947年－1953年    | Charles NICLOT 夏尔·尼克洛               | 不详                        |
| 1953年－1959年    | Louis GRANET 路易·格拉内                 | 不详                        |
| 1959年－1977年    | Robert PESTEL 罗贝尔·佩斯泰尔            | 不详                        |
| 1977年－2007年    | Jacques HEUCLIN 雅克·厄克兰              | PS社会党                    |
| 2007年－2018年    | Monique DELESSARD 莫尼克·德莱萨尔        | PS社会党                    |
| 2018年－          | Gilles BORD 吉勒·博尔                    | PS社会党 →DVG左翼无党派人士 |

### 各级选举
| 蓬托-孔博历届投票选举结果 | 蓬托-孔博历届投票选举结果 | 蓬托-孔博历届投票选举结果 | 蓬托-孔博历届投票选举结果 | 蓬托-孔博历届投票选举结果          | 蓬托-孔博历届投票选举结果 | 蓬托-孔博历届投票选举结果 | 蓬托-孔博历届投票选举结果          | 蓬托-孔博历届投票选举结果 | 蓬托-孔博历届投票选举结果 |
| 选举项目                  | 选举范围                  | 选区单位                  | 选区单位内的选举结果      | 选区单位内的选举结果               | 选区单位内的选举结果      | 选区单位内的选举结果      | 选区单位内的选举结果               | 选区单位内的选举结果      | 参考资料                  |
| 选举项目                  | 选举范围                  | 选区单位                  | 第一轮胜出者              | 第一轮胜出者                       | 支持率                    | 第二轮胜出者              | 第二轮胜出者                       | 支持率                    | 参考资料                  |
| ------------------------- | ------------------------- | ------------------------- | ------------------------- | ---------------------------------- | ------------------------- | ------------------------- | ---------------------------------- | ------------------------- | ------------------------- |
| 2017年法國總統選舉        | 法國                      | 市镇                      |                           | 埃马纽埃尔·马克龙                  | 27.09%                    |                           | 埃马纽埃尔·马克龙                  | 71.04%                    | [ 18 ]                    |
| 2017年法国立法选举        | 塞纳-马恩省第九选区       | 市镇                      |                           | 米谢勒·佩龙                        | 37.05%                    |                           | 米谢勒·佩龙                        | 62.23%                    | [ 18 ]                    |
| 2019年欧洲议会选举        | 法國                      | 市镇                      |                           | 纳塔莉·卢瓦索                      | 22.8%                     | （不适用）                | （不适用）                         | （不适用）                | [ 20 ]                    |
| 2021年法国省级选举        | 塞纳-马恩省               | 县                        |                           | 斯马伊尔·杰巴拉 萨拉·肖尔-费尔瑞勒 | 26.18%                    |                           | 斯马伊尔·杰巴拉 萨拉·肖尔-费尔瑞勒 | 71.21%                    | [ 21 ]                    |
| 2021年法国省级选举        | 塞纳-马恩省               | 市镇                      |                           | 斯马伊尔·杰巴拉 萨拉·肖尔-费尔瑞勒 | 30.19%                    |                           | 斯马伊尔·杰巴拉 萨拉·肖尔-费尔瑞勒 | 70.36%                    | [ 21 ]                    |
| 2021年法国大区选举        | 法蘭西島大區              | 市镇                      |                           | 瓦莱丽·佩克雷斯                    | 28.6%                     |                           | 瓦莱丽·佩克雷斯                    | 37.71%                    | [ 22 ]                    |
| 2022年法国总统选举        | 法國                      | 市镇                      |                           | 让-吕克·梅朗雄                     | 28.93%                    |                           | 埃马纽埃尔·马克龙                  | 64.04%                    | [ 18 ]                    |
| 2022年法国立法选举        | 塞纳-马恩省第九选区       | 市镇                      |                           | 帕斯卡·诺韦                        | 33.05%                    |                           | 帕斯卡·诺韦                        | 51.38%                    | [ 18 ]                    |

## 人口
2018年，蓬托-孔博市镇人口数量为37,867，在法国排名第201位。其中男性18,608人，女性19,259人，75岁及以上人口占4.8%，外籍人口数量为8,401人，人口密度为2,776人/平方公里，当地居民被称为（男性）或（女性）。2019年，蓬托-孔博境内出生492人，死亡人口191人。
| 蓬托-孔博1901年－2019年人口变化情况 |
|                                     |
| 数据来源：Cassini、INSEE            |

## 经济

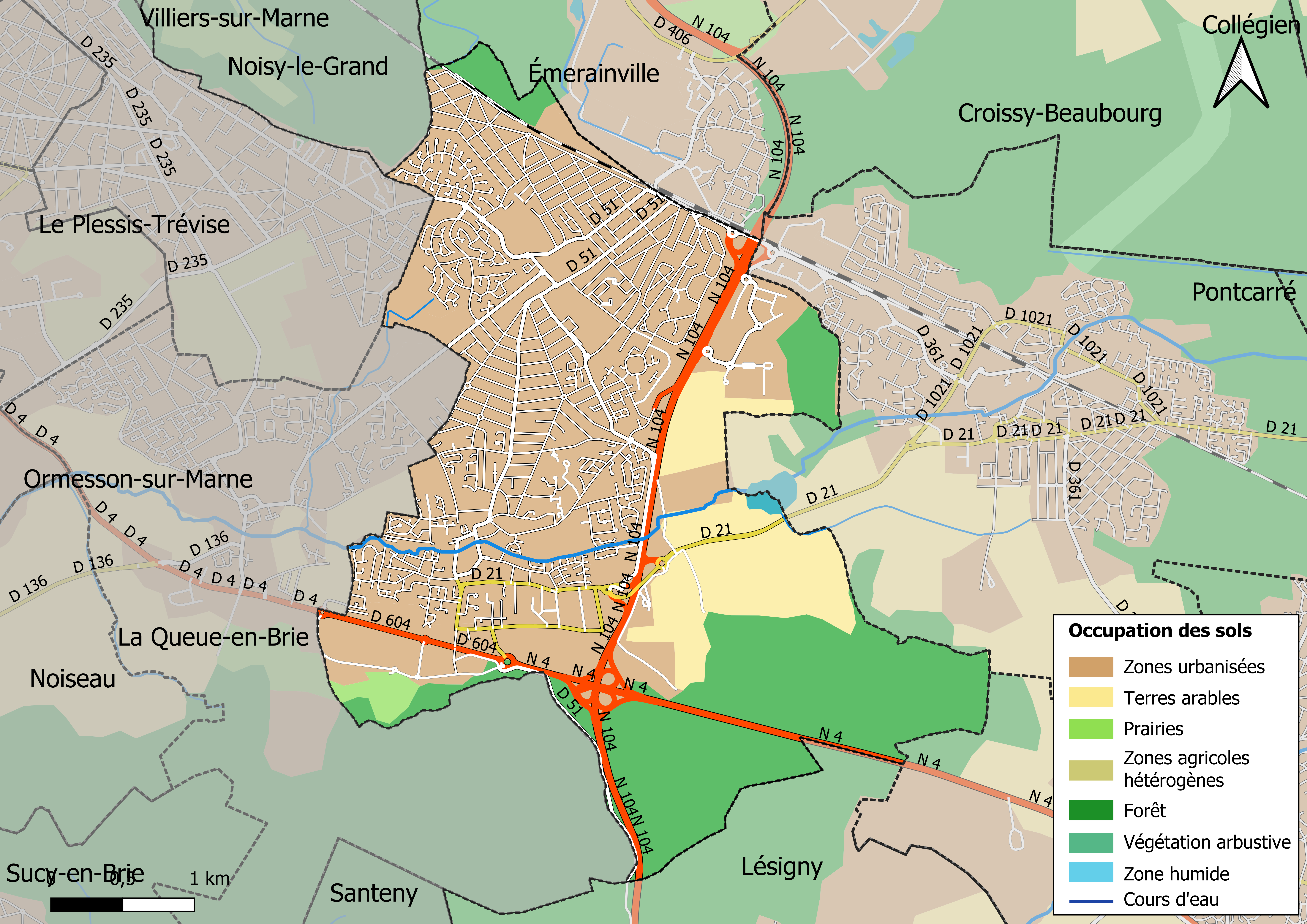
蓬托-孔博土地利用情况地图

蓬托-孔博是一个区域性的中心城市，也是巴黎东部的一个郊区卫星城。截止2022年9月，蓬托-孔博市镇范围内共有各类用人单位（包含自雇）4,916家，平均历史为12年，其中99.24%为中小型企业（PME），2022年7月至9月间，当地的经济活力指数为0.87%。（企业顾问）、（垃圾分类）及（暖通设备销售）是当地2021年营业额最高的三个企业，分别为60,764,117欧元、29,963,008欧元和28,357,807欧元。

## 财政与居民收入
2020年，蓬托-孔博的财政收入总额为50,699,400欧元，财政支出总额为46,731,100欧元，当年的债务总额为35,178,700欧元。2021年，蓬托-孔博市镇共获得4,867,598欧元的国家财政补助，比上一年减少了1.74%。
2020年，蓬托-孔博的人均月收入总额为2,516欧元，其中高级职员为3,867欧元，低于法国平均水平（4,230欧元）；中级职员为2,548欧元，高于法国平均水平（2,411欧元）；普通职员为1,896欧元，高于法国平均水平（1,740欧元）。
2018年，蓬托-孔博境内的青壮年（15至64岁）失业率为9.7%，当地58.0%的家庭拥有纳税资格，平均纳税3,371欧元，低于法国平均水平（3,910欧元）。

## 社会事务

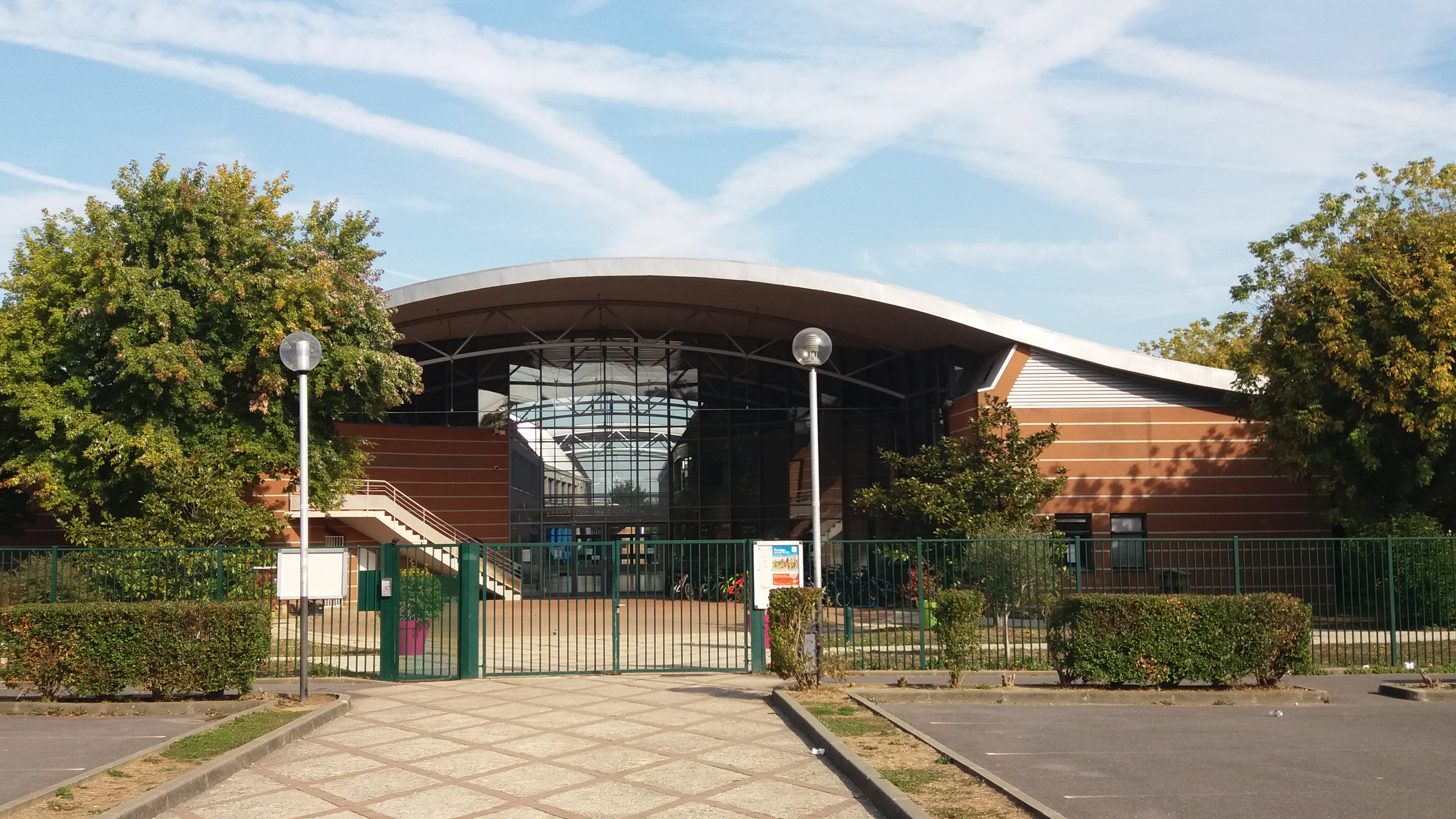
蓬托-孔博的一所初级中学

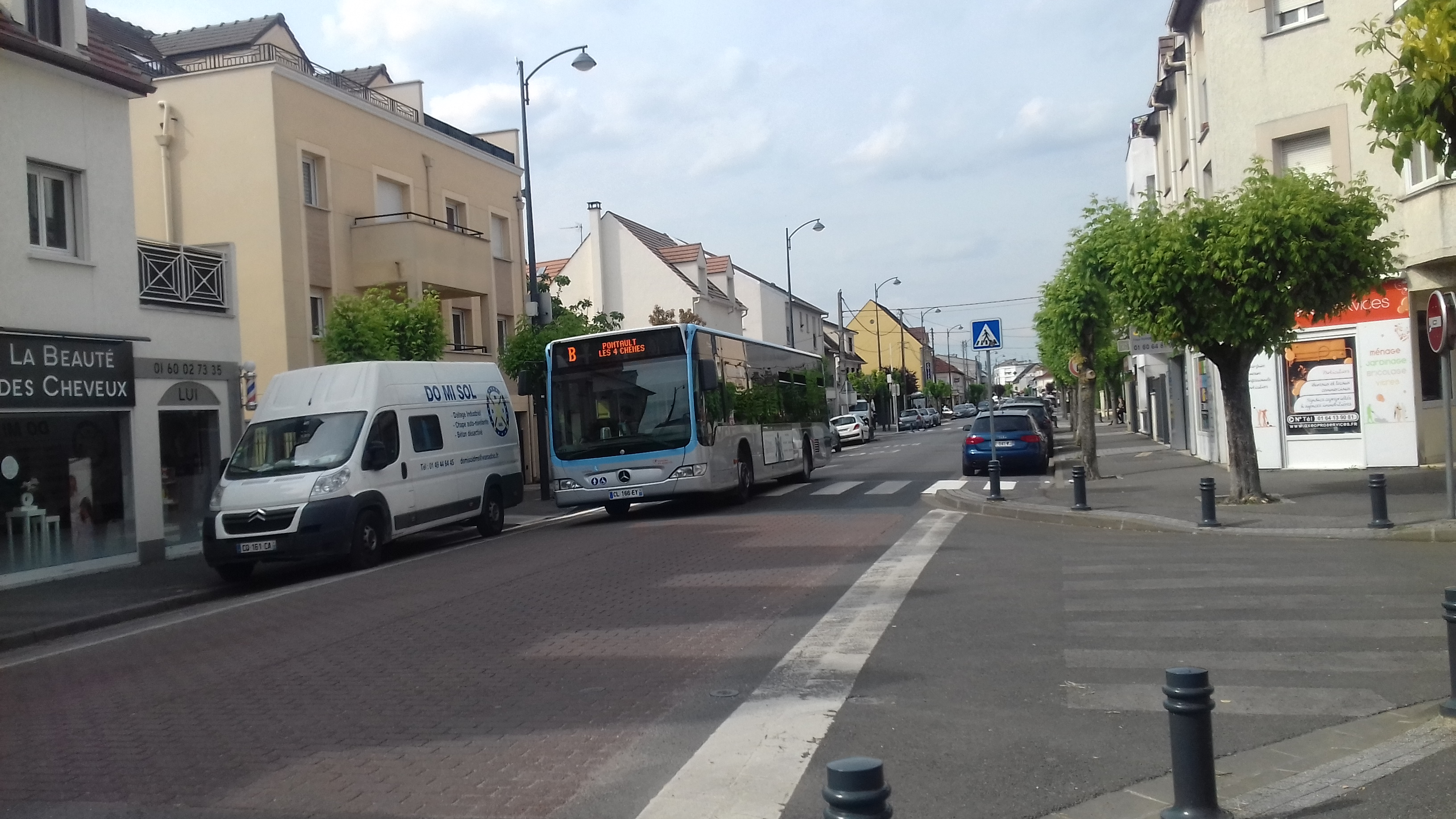
夏尔·鲁克塞尔街

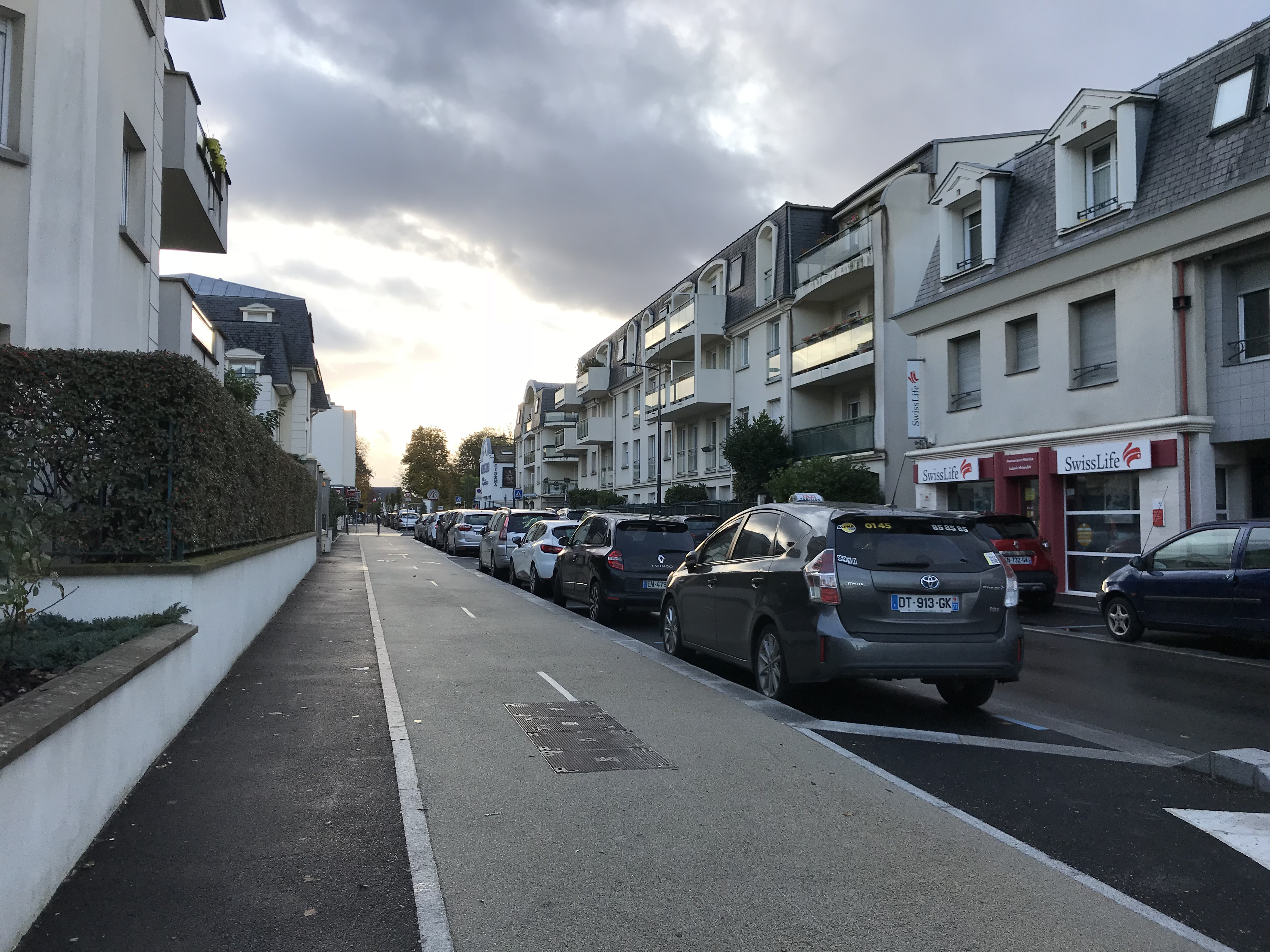
蓬托-孔博镇中心

### 教育
蓬托-孔博属于克雷泰伊学区。截止2020年1月1日，蓬托-孔博境内共有8所幼儿园、10所小学、3所初级中学和1所普通高中。2018至2019学年度，蓬托-孔博境内共有在校中等教育阶段学生2,788名。

### 医疗
截止2020年1月1日，蓬托-孔博境内共有全科医生28名、保健师33名、牙医25名、护士28名、耳科医生3名、眼科医生3名、皮肤科医生1名、助产士1名、儿科医生1名和妇科医生3名。境内共有药房9家。
距离蓬托-孔博最近的区域性医疗机构为南法兰西岛大区医疗集团（Groupe Hospitalier Sud Ile-de-France），其在布里孔特罗贝尔设有一个含63个床位的病区，是当地规模最大的公立综合性医院。

### 住房
2018年，蓬托-孔博境内共有各类住房15,308套，其中51.8%为独立式居民区，47.7%为集中式居民区。常住房屋占蓬托-孔博市镇范围内居民建筑总量的94.7%。
在住房保障政策方面，2020年，蓬托-孔博境内共有2,229户家庭获得了住房经济补助，受益人数占总人口数量的5.9%，其中2,084份为房租补助。

### 商业
2019年，蓬托-孔博境内共有各类实体商铺1,058家，其中餐厅98家、大型超市13家、杂货店15家、面包房20家、肉铺9家、书店6家、装饰品店4家、银行门店16家、美容美发店60家、汽车维修店41家。市区南部建有一处大型开放式商业街区，有家乐福、Intersport、Gifi、Action、麦当劳等商场及餐厅。

### 体育
2020年，蓬托-孔博境内共有1家游泳池、5间体育馆、1座综合体育场、12处网球场、3处足球或橄榄球场以及4处篮球或排球场。
截至2022年9月，蓬托-孔博境内共有两家注册足球俱乐部。蓬托-孔博葡萄牙人体育俱乐部（Portugais Pontault Combault SC，编号532343）是当地的代表性足球队，成立于1974年，其主队2022至2023赛季参加法兰西岛大区足球联赛丙组（法国第八级别），其主场为莱奥·拉格朗日球场（Stade Léo Lagrange）。

### 环境
蓬托-孔博的环境事务由其所属的巴黎-马恩拉瓦莱城市圈公共社区联合各级政府协调负责。2019年，蓬托-孔博境内暂无污染企业。

### 治安
2019年，蓬托-孔博市镇范围内共有1处派出所。
蓬托-孔博及其附近的共13个市镇是努瓦谢勒国家宪兵队（zone police de Noisiel）的管辖范围。2020年，该宪兵队累计记录各类案件6,456起，其中盗窃类案件3,450起，经济类案件872起，毒品交易类案件505起。

## 文化

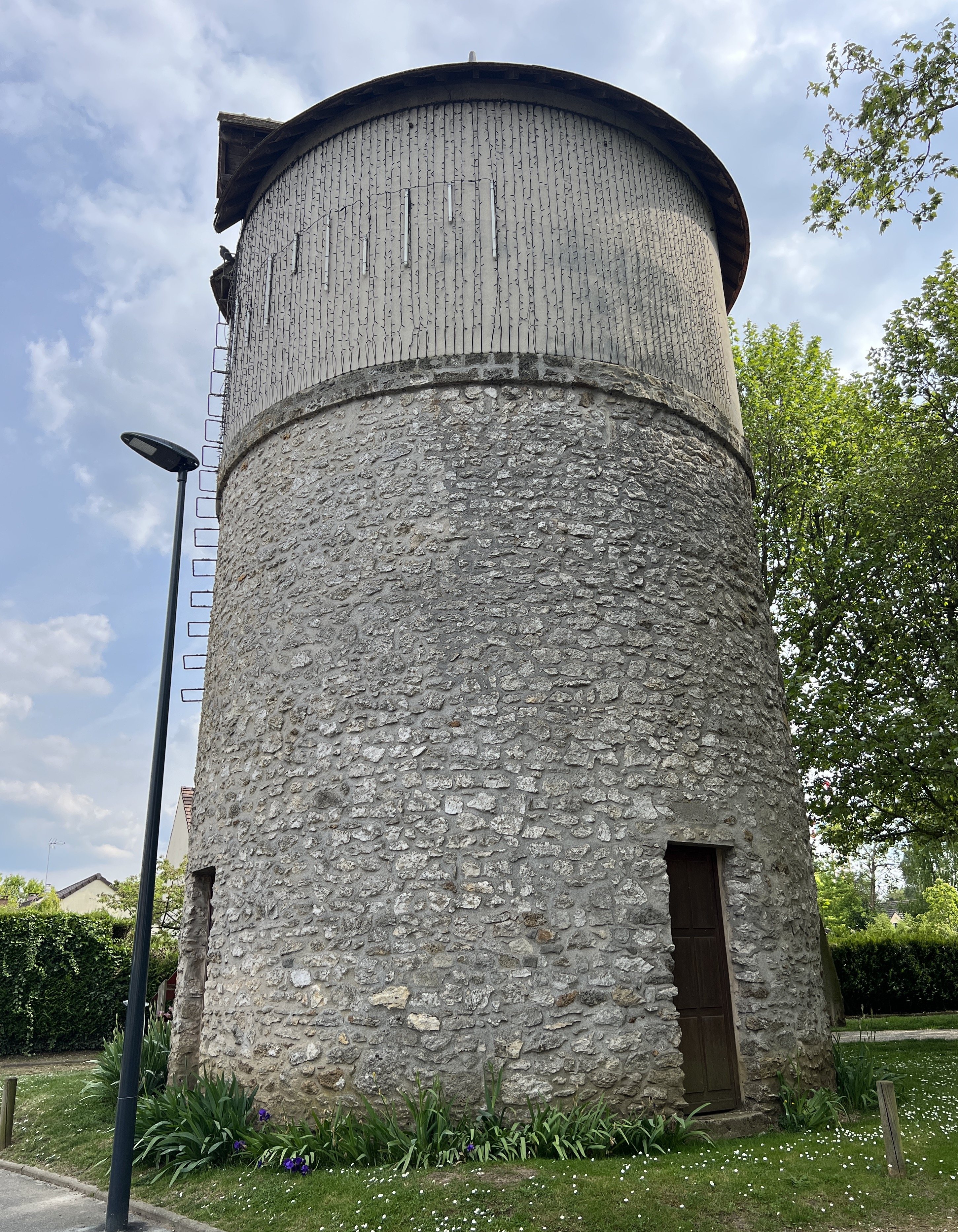
水塔

2020年，蓬托-孔博境内共有1家剧场、1家电影院、1家博物馆和1家音乐厅。蓬托-孔博市政府提供多媒体中心，每周二至六向公众开放。

### 建筑
蓬托-孔博境内的大部分建筑建于20世纪中后期，圣但尼教堂（Eglise Saint Denis）、雅克·布雷尔活动中心（Salle des Fêtes Jacques Brel）等是当地的地标性建筑物。

### 旅游
蓬托-孔博的旅游事务由其所属的巴黎-马恩拉瓦莱城市圈公共社区负责。2021年，蓬托-孔博境内共有3家酒店共计266间房间。

### 媒体
法国主要的媒体均可在蓬托-孔博接收，法国电视三台下属的法兰西岛大区频道在部分时段播出蓬托-孔博所属的塞纳-马恩省的地方新闻。

## 友好城市
截至2022年9月，蓬托-孔博共与四座城市互为友好城市关系：
- 阿尼亚马
- 葡萄牙 卡米尼亚
- 德国 拜尔施泰因
- 羅馬尼亞 勒德乌齐